# Miltinus rieki
Miltinus rieki är en tvåvingeart som beskrevs av Paramonov 1950. Miltinus rieki ingår i släktet Miltinus och familjen Mydidae. Inga underarter finns listade i Catalogue of Life.